# Плавт
Вижте пояснителната страница за други личности с името Плавт.
Тит Макций Плавт (на латински: Titus Maccius Plautus; * 250 пр.н.е. в Сарсина, Романя, (днес Емилия-Романя), Италия; † 184 пр.н.е. в Рим) e от първите поети на комедии в Древен Рим.
Плавт е роден в апенинското планинско село Сарсина и го напуска като младеж с една театрална трупа. Скоро след това става римски войник, после търговец, но губи парите си, когато корабът му потъва и става воденичар.
Неговите комедии са най-ранните литературни произведения, които са оцелели в тяхната цялост. Той пише „комедия палиата“, жанрът, разработен от новатора на латинска литература – Ливий Андроник. Думата „plautine“ се отнася както за собствените творби на Плавт, така и за работи подобни или повлияни от неговата собствена.
Когато е на 45 години започва да пише комедии. Първите му комедии Addictus и Saturio имат успех, така че продължава да пише. Плавт умира много богат през 184 пр.н.е.

## Биография
Не се знае много за ранния живот на Плавт. Смята се, че е роден в Сарсина, малък град в Емилия Романя в Северна Италия, в около 254 пр.н.е. Според Морис Марпълс, Плавт е работил като дърводелец или сценичен работник в ранните си години. Именно от тази работа се смята, че произхожда любовта му към тетъра. С течение на времето актьорският му талант бил открит и той приел имената „Maccius“ (клоунски герой в популярни фарсове) и „Плавт“ (термин, който означава или „дюстабан“, или „плоски уши“, като ушите на куче). Легендите разказват, че той спечелил толкова много пари, че започнал свой мореплавателен бизнес, но парите, които бил вложил бързо пропаднали. След огромният му провал му се наложило да работи като общ работник и да изучава гръцката драма и по-специално „Нова комедия“ на Менандър. Придобитите знания му дали възможността да напише свои пиеси, които били поставени на сцена в периода между 205 и 184 г. пр.н.е. Плавт постигнал такава популярност, че самото му име станало белег за театрален успех. Комедиите на Плавт са предимно пригодени по гръцки модели за римска публика и често са основани пряко на творби на гръцки драматурзи. Той преработвал гръцките текстове, за да им придаде привкус подходящ за местната римска публика. Неговите произведения са най-ранните оцелели непокътнати текстове в латинската литература.

## Творчество
Плавт има написани 130 пиеси, от които 21 са оцелели непокътнати, което го прави най-плодовитият древен драматург от гледна точка на оцелелите творби. Единствено кратки фрагменти, предимно цитати от по-късни автори, са оцелели от 31 други пиеси.
През I в. пр.н.е. един римски писател, Марк Теренций Варон, систематизира текстовете на Плавт и откроява 21 като оригинали. Най-популярните му творения са „Менеховците“, „Гърнето“, „Войникът самохвалец“, „Псевдол“. Плавт пише най-вече гръцки комедии (палиати), повлиян от елинистическите комедии. Доказателство за това е, че той използва сходни персонажи. Отново Варон, успява да направи класификация на произведенията на Плавт, като ги поставя в три групи:
- комедии на интригата;
- комедии на характерите;
- фарсове.

### Произведения /21 комедии/
- „Амфитрион“,
- „Азинария“ /Комедия за магаретата/
- „Аулулария“ /Гърнето/
- „Бакхидите“(The Two Bacchuses)
- „Пленниците“
- „Casina“
- „Ковчеджето“
- „Менехми“
- „Curculio“
- „Epidicus“
- „Търговецът“
- „Воинът-самохвалец“
- „Mostellaria“ /Обитаваната от духове къща/
- „Персиецът“
- „Poenulus“ /Малкият картагенец/
- „Pseudolus“ /Псевдол/
- „Въжето“
- „Stichus“
- „Trinummus“ (Three Bob Day)
- „Truculentus“
- „Vidularia“ (фрагменти от „Приказка за пътуващата торба“).

### Римски божества
Плавт бил често обвиняван, че учи обществото в подигравки и безразличие към боговете. Всеки герой в пиесите му би могъл да се сравни с Бог. Независимо дали героят е почитан или му се присмиват, това било унизително за боговете. Тези препратки включвали персонажи, които сравняват смъртна жена с бог или казвали, че той по-скоро би бил обичан от смъртна жена, а не от боговете.
Въпреки това, когато един герой се присмива на Бог, то това обикновено е знак за ниско реноме. Плавт може би прави това, за да деморализира героите. Войници често са тези, които носят присмех сред бога. Младите мъже, чиято роля е да представляват по-висока социална класа, често подценяват боговете в своите коментари за тях. Паразити, сводници и куртизанки често почитат боговете с оскъдни церемонии. Много е вероятно, по времето на Плавт вече да е имало доста скептицизъм по отношение на боговете. Плавт не насърчава да не се почитат боговете, а просто отразява идеите на своето време. Като цяло държавата е контролирала сценичните изяви, и пиесите на Плавт биха били забранени, ако са твърде рисковани.

## Влияние на новата атическа комедия върху Плавт

### Стара гръцка комедия
За да се разбере новата гръцка комедия на Менандър и неговите прилики с Плавт, е необходимо да се направи съпоставка между дните на „Старата гръцка комедия“ и еволюцията ѝ до „Новата комедия“. Древногръцкият драматург, който най-добре олицетворява „Старата комедия“ е Аристофан. Той е драматург на 5 век в Атина, който пише произведения на политическа сатира, като „Осите“, „Птиците“, „Облаци“. Произведенията на Аристофан се открояват с критическия си коментар за политиката и обществените ценности, което е ключов компонент за Старата комедия.
За разлика от Аристофан, Плавт избягва дискусията на актуални събития в неговите комедии.

### Новата гръцка комедия
Новата гръцка комедия значително се различава от творбите на Аристофан. Най-значимата разлика, според Дана Ф. Сютън е, че „Новата комедия“, в сравнение със „Старата комедия“, е „лишена от сериозна политическа, социална или интелектуална съдържателност“. Рискът, който Аристофан поема с пиесите си несъмнено липсва в пиесите на Менандър, включващи се в Новата гръцка комедия. Вместо това, фокусът пада върху дома и семейството – нещо, което римляните, включително и Плавт, могат лесно да разберат и усвоят.

### Връзката баща-син
Една от основните теми в „Новата гръцка комедия“ е връзката между бащата и сина. Например в произведението на Менандър „Изневяра“, фокусът пада върху предателството между възрастовите групи и приятелите. Отношенията между бащата и сина са много силни и синът винаги остава верен на баща си. При Плавт, от друга страна, фокусът е също върху отношението и връзката между баща и син, но при него виждаме предателство между двамата мъже, нещо което не се наблюдава при Менандър.
Има акцент върху правилното поведение на бащата и сина, което както изглежда, е било доста важно за римското общество по времето на Плавт.
Това става основната разлика и същевременно сходство между Менандър и Плавт. И двамата създават ситуации, които са склонни да се развива в лоното на семейството. И двамата автори, чрез своите пиеси, отразяват едно патриархално общество, в което отношението баща-син е от съществено значение за правилното функциониране и развитие на домакинството. Това вече не свързано с политиката, както в „Старата гръцка комедия“, а е изявление за битовите отношения и правилното поведение между един баща и неговият син. Но отношението към тази връзка в семейството, изглежда много по-различно – то представлява отражение на това как световете на Менандър и Плавт значително се различават.

### Фарс
Има разлики не само в това как се представя връзката между бащата и сина, но и в начина, по който Менандър и Плавт пишат поезия. Уилям С. Андерсън дискутира достоверността на Менандър спрямо достоверността на Плавт и по същество, се казва, че пиесите на Плавт са много по-малко вероятни, отколкото тези на Менандър. Творчеството на Плавт се доближава до фарса в сравнение с това на Менандър. Андерсън твърди, че има неравности в поезията на Плавт, което води до "недоверчивост и отказ от симпатизиране от страна на публиката”.

### Герои
Героите на Плавт, много от които, изглежда, се появяват в твърде малко от пиесите му, също имат гръцко влияние. Всъщност, след като Плавт е адаптирал своите пиеси именно от гръцки, би било трудно да няма и същия тип герои – роби, наложници, войници и старци. Плавт разработва вече създадените персонажи, но им 'инжектира' от собствената си креативност.

#### Хитрият слуга (Servus callidus)
Хитрият слуга или servus callidus играе ролята на експозиция в много от пиесите на Плавт. Робите в произведенията на Плавт имат два пъти повече монолози от другите герои. Повечето монолози се използват с хумористични и морализаторски цели. Точно защото хуморът и вулгарността са част от комедиите на Плавт, робът се превръща в основен инструмент, който чрез монолога си трябва да 'свърже' публиката и шегата. Хитрият слуга е герой, който привлича изцяло вниманието на публиката и въпреки лъжите и злоупотребите си получава пълна симпатия. Той постига това, използвайки монолог, повелително наклонение и алитерация – всички те са специфични и ефективни езикови инструменти както в правописа, така и в говоримия език.
Оспорвана оригиналност
Плавт е известен с използването на гръцки стил в пиесите си. Това се е превърнало в повод за спорове между съвременните учени. Един от аргументите гласи, че Плавт пише пиесите си с оригиналност и креативност, а друг, че копира новогръцката комедия и не прави какъвто и да било оригинален принос към писането на пиеси.
Едно прочитане на Miles Gloriosus („Войникът-самохвалец“) е достатъчно да остави читателя с впечатлението, че имената, мястото и пиесата са гръцки. Но трябва да се погледне отвъд тези повърхностни интерпретации. У. С. Андерсън би направил всичко възможно да насочи читателя далеч от идеята, че пиесите на Плавт не са написани или измислени от самия Плавт. Яростната защита на Андерсън цели да покаже, че всъщност пиесите на Плавт нямат нищо общо с оригиналите си. Много по-вероятно изглежда, че Плавт просто е експериментирал с пускането на римски идеи в пиеси, чиито оригинали са гръцки.

## Пиеси
Все пак не всички реалии са романизирани в драматургията на Плавт. Явно е, че той не е държал много на съдържанието, заложено в пиесите му, тъй като оставя редица алюзии за гръцкия начин на живот, които оставали неразбрани за плебейската римска публика. Теренций, по-високо образованият и по-перфектен римски комедиограф, отбелязва немарливостта на Плавт като преводач и го укорява, че е пропуснал цяла сцена в една адаптация на гръцка пиеса. Трябва да се знае обаче, че тогава плагиатството не подлежало на законови санкции. Плавт си позволявал много свободи в адаптирането като не се страхувал да комбинира сцени от две оригинални гръцки пиеси в латинска комедия (процедурата е известна като контаминация).
Много по-важен е подходът на Плавт към езика. Действието в пиесите му е живо, динамично и изпълнено с шутовски шеги. Бил е способен да разсмее зрителите само с една находчива дума. Той експлоатира удачно живостта, пикантността и разговорната непринуденост на делничния латински език. Разнообразява стихосложението.
Не може категорично да се определи дали тези характеристики на езика му идват от изгубените гръцки оригинали или се е ползувал от местната бурлескна традиция. Последното допускане по-оправдано. Доказателството е, че пиесите на Плавт се възприемат до днес не като адаптации, а като оригинални творби. Неговото остроумно използване на простолюдния латински език буди възхитата на Цицерон. Често се казва, че езикът на Плавт бил грубоват и вулгарен, но явно това е бил литературен идиом, който черпел колорит от делничния език на тогавашните римляни.
Интригите в пиесите на Плавт са понякога добре организирани и интересно развити, но много по-често те формират рамката, в която се разполагат типично фарсови сценки. Този автор залага предимно на интригата, на подменената самоличност и на подобен кръг похвати. Плавт е наистина драмописец за народа, у когото комичните ефекти произтичат от преувеличението, бурлеската и често грубоватия хумор, динамичния развой на действието и изопаченото (”с главата надолу“) описание на живота. При него често слуги дават заповеди на господарите си, родители са мамени от синовете си, които се нуждаят от пари, за да задоволяват прищевките на момичетата, търговци или войни-самохвалци са надхитрени и се провалят в ухажването или покоряването на желаните момичета. Плавт все пак признава добродетели като честността (в „Бакхидите“), почтеността (както в „Captivi“) и благородството (в героинята на „Амфитрион“).
Пиесите на Плавт са най-ранните литературни творби, написани на латински, съчинени в стихове, достигнали до нас. В тях най-често се използва шестстъпния ямбичен стих (senarius) и седемстъпния трохеичен стих (septenarius), които откриваме и в комедийния театър на Менандър. Но Плавт разнообразява метриката с по-дълги ямбични и трохейни стихове. Метриката е изкусно избрана и предназначена да подчертае настроението на говорещия или ритъма на действието. И тук може да се допусне, че тази разнообразна метрика е вдъхновена от ритмичното разнообразие и изобретателност на изгубените гръцки оригинали. Но по-правдоподобно е да се допуска, че Плавт е използвал народните италийски драматични традиции.
Разговорните стихови редове са били изговаряни, но останалите части били изпявани или монотонно декламирани в акомпанимент на двойна или тънка тръстикова флейта. С тяхната метрична динамика и музикална живост представленията на пиесите на Плавт вероятно са приличали на мюзикълите, които се появяват по американските и европейските сцени в средата на ХХ век.
Важността на ludi (древноримски игри)
Римската драма и по-специално комедиите на Плавт са били разигравани на сцена по време на ludi. Този фестивал на игрите осигурявал много повече дни за драматични изяви, отколкото който и да било друг фестивал. Ludi също така бил и религиозен фестивал, затова временните театри били създавани в близост до храма на божеството, което се почитало с този празник.
Мур (T. J. Moore) отбелязва, че обикновено местата за сядане във временно изградените театри, където за първи път са изнесени пиесите на Плавт, не достигали за всички, желаещи да видят пиесата. Основният критерий за това, кой да седне, бил социалният статут. Пиесите са се играели публично, за публиката, като най-видните граждани били на предните редове.

## Език и стил

### Архаични особености
Речникът на Плавт, който използва разговорната реч на своето време, е отличителен и нестандартен от гледна точка на по-късния класически период. Според Мак и Москалев Плавт се опитва да пресъздаде лекия тон на всекидневната реч, а не този на поезията или ораторството. Архаичните форми в творбите на Плавт най-често се появяват в обещания, споразумения, заплахи, пролози или речи.

### Способи за изразяване
Има определени начини, по които Плавт изразява себе си в своите пиеси. Тези индивидуални изразни средства придават определен вкус на стила му на писане. Средствата за изразяване невинаги са специфични за писателя, но са характерни за него. Два примера за тези характерни изразни средства в пиесите на Плавт са употребата на пословици и гръцки език.
Плавт използва пословици в много от пиесите си. Притчите могат да бъдат насочени към определен жанр като право, религия, медицина, търговия, занаяти и мореплаване. Плавтовите поговорки могат да се 'появят' самостоятелно или да бъдат 'преплетени' в речта. Най-често срещаното място, където Плавт използва поговорките, е в края на монолог. Писателят прави това, за да придаде драматичен ефект или за да подчертае гледната точка на някой от героите.
В пиесите на Плавт гръцкият език се среща също толкова често, колкото и поговорките. Предполага се, че драматургът използва гръцкия език в своите творби с художествени цели, а не защото една латинска фраза не би била достатъчна.
Шеги и игра на думи
Комедиите на Плавт изобилстват от игри на думи. Това е много важен компонент на неговата поезия. Драматургът е голям любител на съчиняването и промяната на смисъла на думите. Нещо, което и Шекспир прави по-късно.
Meter (стихов размер)
Това, което подчертава още повече езика в пиесите на Плавт, е използването на стиховия размер. Драматургът обаче не следва гръцките оригинали на тази стихотворна стъпка, които е адаптирал за римската публика. Плавт често употребява и хорей. Ямбичните думи, известни на латински, са трудни, за да се поберат в стиховия размер, като най-често се появяват в края на стиха. Плавт обаче благоприятства използването на друга стихотворна стъпка – cantica (песни). Това колебание показва, че латинската литература все още е в зародиш и че все още няма стандартизиран метод за писане.

## Влиянието на Плавт
Интелектуални и академични критици често са смятали работата на Плавт за груба и необработена. Въпреки това неговото влияние върху по-късната литература е впечатляващо – особено за два литературни „гиганта“ – Шекспир и Молиер.
През различни исторически епохи много драматурзи са търсили вдъхновение за своите герои, хумор и сюжет от тези на Плавт. Неговото влияние варира от сходства в идеите до цели литературни преводи, 'вплетени' в пиеси. Видното познание на драматурга и абсурдността на човечеството, както и комедиите и трагедиите, които произлизат от този абсурд, са вдъхновили преуспели драматурзи векове след смъртта му. Най-известен сред неговите наследници е Шекспир.

## Издания
- Тит Макций Плавт. Призракът. С., Прозорец, 1995.